# کرت آدولف
کرت آدولف (انگلیسی: Kurt Adolff؛ زادهٔ ۵ نوامبر ۱۹۲۱ در اشتوتگارت – درگذشتهٔ ۲۴ ژانویهٔ ۲۰۱۲ در کرویت) رانندهٔ مسابقات اتومبیل‌رانی فرمول یک اهل آلمان بود.
خانوادهٔ آدولف صاحب یک شرکت نساجی بودند، و خود او در جنگ جهانی دوم به‌عنوان یک سرباز چترباز خدمت کرد. آدولف در اوایل دههٔ ۱۹۵۰ با خودروهای مجهز به موتورهای ب‌ام‌و در مسابقات اتومبیل‌رانی فرمول دو شرکت کرد و در این مسابقات به موفقیت نسبی دست یافت. از جمله موفقیت‌های او در مسابقات فرمول دو می‌توان به کسب مقام دوم در یک مسابقه که در فرودگاه مونیخ-ریم برگزار شد اشاره کرد. او بعداً و در سال ۱۹۵۳ با یک خودروی فراری ۵۰۰ متعلق به رودی فیشر با تیم اکوری اسپادون در جایزه بزرگ آلمان ۱۹۵۳ شرکت کرد. او تنها پس از چند دور از مسابقه بازنشست شد و برای پرداختن به علایقش در تجارت، با مسابقات خودروهای تک سرنشین خداحافظی کرد. آدولف بعداً در مسابقات تپه‌نوردی و مسابقات خودروهای تورینگ با خودروهای جگوار به موفقیت‌هایی دست یافت، و به‌عنوان کنسول کشور شیلی نیز خدمت کرد.

## نتایج کامل در فرمول یک
(کلید)
| سال  | شرکت‌کننده     | شاسی      | موتور             | ۱        | ۲   | ۳    | ۴     | ۵      | ۶        | ۷        | ۸     | ۹       | ق.ر. | امتیاز |
| ---- | ------------- | --------- | ----------------- | -------- | --- | ---- | ----- | ------ | -------- | -------- | ----- | ------- | ---- | ------ |
| ۱۹۵۳ | اکوری اسپادون | فراری ۵۰۰ | فراری ۵۰۰ ۲٫۰ آی۴ | آرژانتین | ۵۰۰ | هلند | بلژیک | فرانسه | بریتانیا | آلمان ب. | سوئیس | ایتالیا | ر.ن. | ۰      |